# Paraboloid
Paraboloid je kvadrična ploskev ali ploskev drugega reda. Presek vzporeden s koordinatno osjo je parabola. 
Znani sta dve obliki paraboloidov v odvisnosti od oblike presekov
- eliptični paraboloid
- hiperbolični paraboloid

Eliptični paraboloid prikažemo z enačbo 
{\displaystyle {\frac {z}{c}}={\frac {x^{2}}{a^{2}}}+{\frac {y^{2}}{b^{2}}}.}
kjer je
- {\displaystyle a} konstanta
- {\displaystyle b} konstanta
- {\displaystyle c} konstanta.

Obe konstanti določata nivo krivulje v ravninah x-z in y-z. 
Hiperbolični paraboloid (ne zamenjujmo ga s hiperboloidom) pa s podobno enačbo 
{\displaystyle {\frac {z}{c}}={\frac {y^{2}}{b^{2}}}-{\frac {x^{2}}{a^{2}}}}.
Rotacijski paraboloid, ki ima polmer a na višini h, je dan parametrično z 
{\displaystyle x(u,\nu )=a{\sqrt {u \over h}}\cos \nu }
{\displaystyle y(u,\nu )=a{\sqrt {u \over h}}\sin \nu }
{\displaystyle z(u,\nu )=u}
kjer je 
- {\displaystyle u\geq 0}
- {\displaystyle \nu \epsilon [0,2\pi )}

## Značilnosti
Kadar je {\displaystyle a=b}, postane eliptični hiperboloid rotacijski hiperboloid. To je ploskev, ki jo da okoli svoje osi vrteča se parabola. To je tudi oblika, ki jo imajo parabolični reflektorji, ki se uporabljajo za zrcala in antene. Vzporedni žarki, ki padajo na paraboloid, se zberejo v gorišču. To se uporablja v paraboličnih antenah.
Hiperbolični paraboloid  je dvojno premonosna ploskev. Takšna ploskev vsebuje dve družini mimobežnih premic. Vsaka družina je vzporedna skupni ravnini, vendar niso medsebojno vzporedne.

## Ukrivljenost
Eliptični paraboloid, ki ga parametriziramo kot 
{\displaystyle {\vec {\sigma }}(u,v)=\left(u,v,{u^{2} \over a^{2}}+{v^{2} \over b^{2}}\right)}.
Paraboloid ima Gaussovo ukrivljenost enako 
{\displaystyle K(u,v)={4 \over a^{2}b^{2}\left(1+{4u^{2} \over a^{4}}+{4v^{2} \over b^{4}}\right)^{2}}}.
Njegova srednja ukrivljenost pa je
{\displaystyle H(u,v)={a^{2}+b^{2}+{4u^{2} \over a^{2}}+{4v^{2} \over b^{2}} \over a^{2}b^{2}\left(1+{4u^{2} \over a^{4}}+{4v^{2} \over b^{4}}\right)^{3/2}}}.
Obe sta vedno pozitivni. Imata največjo vrednost v izhodišču. 
Hiperbolični paraboloid, ki ga lahko parametriziramo kot 
{\displaystyle {\vec {\sigma }}(u,v)=\left(u,v,{u^{2} \over a^{2}}-{v^{2} \over b^{2}}\right)}
ima Gaussovo ukrivljenost enako
{\displaystyle K(u,v)={-4 \over a^{2}b^{2}\left(1+{4u^{2} \over a^{4}}+{4v^{2} \over b^{4}}\right)^{2}}}.
Njegova srednja ukrivljenost pa je
{\displaystyle H(u,v)={-a^{2}+b^{2}-{4u^{2} \over a^{2}}+{4v^{2} \over b^{2}} \over a^{2}b^{2}\left(1+{4u^{2} \over a^{4}}+{4v^{2} \over b^{4}}\right)^{3/2}}.}.

## Prostornina
Prostornina paraboloida z višino h je 
{\displaystyle P=\pi \int _{0}^{h}{a^{2}z \over h}dz={1 \over 2}\pi a^{2}h}

## Površina
Površina paraboloida z višino h je 
{\displaystyle \int _{0}^{2\pi }\int _{0}^{h}dS={\pi a \over 6h^{2}}[(a^{2}+4h^{2})^{3 \over 2}-a^{3}]}.

## Uporaba
Površina tekočine v vrtečem se valju tvori paraboloid. To se izkorišča v teleskopih s tekočino. Ti teleskopi se zgrajeni tako, da se vrti velikanska posoda, napolnjena s tekočino, ki odbija vpadle svetlobne žarke (na primer živo srebro).  